# Brisbane Range
Brisbane Range är en bergskedja i Australien. Den ligger i delstaten Queensland, omkring 130 kilometer nordväst om delstatshuvudstaden Brisbane.
I omgivningarna runt Brisbane Range växer huvudsakligen savannskog. Runt Brisbane Range är det mycket glesbefolkat, med 3 invånare per kvadratkilometer. Genomsnittlig årsnederbörd är 1 261 millimeter. Den regnigaste månaden är januari, med i genomsnitt 249 mm nederbörd, och den torraste är september, med 31 mm nederbörd.